# 蔭山洋介
蔭山 洋介（かげやま ようすけ、1980年6月30日 - ）は日本のスピーチトレーナー、ブランディングディレクター。
株式会社コムニス代表取締役。

## 概要
兵庫県姫路市出身。金沢工業大学大学院博士前期課程修了。在学中にイリノイ大学に留学。音響物理学、音声学、心理学、脳科学を学んだのち、イリノイ大にて演技論や演劇史、Speech and Hearing Science を学ぶ。
パブリックスピーキング（講演、スピーチ、プレゼンテーション）やブランド戦略をサポートする活動を行っている。
三島由紀夫の演出で知られる元文学座演出家、荒川哲生に師事、演技演出論を学ぶ。
発声法については、俳優の発声指導で著名なボイスティーチャー磯貝靖洋に師事。
近年、首都大学東京教授の宮台真司が主催する私塾に参加。

## 著書
- 『なぜ、あなたの話は響かないのか-信頼と価値の時代のコミュ力2.0』(2018)ディスカヴァー・トゥエンティワン。
- 中国語版『溝通力決定你的影響力』翻訳出版。
- 『スピーチライター 言葉で世界を変える仕事』(2015)角川oneテーマ21
- 『パブリックスピーキング 人を動かすコミュニケーション術』(2011)NTT出版
- ｢気弱な人｣の失敗しない話し方 (2021)WAVE出版

## 主なキャリア
- 経済誌フォーブス日本語版（フォーブス・ジャパン）オフィシャルコラムニスト。(2018年7月- )[1]
- 渡辺記念育成財団選考委員
- 『本日は、お日柄もよく』（WOWOWプライム連続ドラマ）監修(2017)
- 日本テレビ『学校のカイダン』監修(2015)
- 日刊工業新聞主催キャンパスベンチャーグランプリ全国大会最高賞受賞 (2004)

## メディア実績
- テレ東プラスにて複数回出演[2][3]
- ABCラジオ「ドッキリ！ハッキリ！三代澤康司です」 にて複数回出演
- Inter FM897 嘉衛門 Presents「The Road」～take the one less traveled～ にて出演
- wotopi(ウートピ) にて複数回掲載[4][5][6]
- cafeglobeにて掲載[7]
- ニュースイッチにて掲載[8][9][10]
- JapanTimes[11]にて掲載
- 産経ニュース[12]にて掲載
- マイナビウーマン[13]にて掲載
- 月刊事業構想2015年10月号[14]にて掲載
- 月刊事業構想2015年9月号[15]にて掲載
- 月刊事業構想2015年8月号[16]にて掲載
- ダ・ウィンチニュース[17]にて掲載

## 執筆記事
- ForbesJAPAN[18]にて記事を掲載
- ハフィントン・ポスト[19]にて記事を掲載

## 一連の主張と現実の社会におけるスピーチライターとの乖離について
- 以下、著名な政治家のスピーチライターを務めた人物である。 
 
セオドア・C・ソレンセン 　※ジョン・F・ケネディ　アメリカ合衆国 第35代大統領 
ジェームズ・ファローズ（英語版） 　※ジミー・カーター　アメリカ合衆国 第39代大統領 
ジョン・ファヴロー (スピーチライター) 　※バラク・オバマ　アメリカ合衆国 第44代大統領 
スティーブン・ミラー 　※ドナルド・トランプ　アメリカ合衆国 第45代大統領 
三島由紀夫 　※栗栖赳夫　日本国 第52代大藏大臣 
伊藤昌哉 　※池田勇人　日本国 第58・59・60代内閣総理大臣 
平田オリザ 　※鳩山由紀夫　日本国 第93代内閣総理大臣 
谷口智彦 　※安倍晋三　日本国 第90・96・97・98代内閣総理大臣 
 
上記の中では、平田オリザが劇作家、演出家として知られる。しかし、その他の人物はあくまでも「原稿の作成」に軸足を置いた仕事を行っている。 
 
さらに、スピーチライター（Wikipedia 英語版）の冒頭には、以下の記述がある。

A speechwriter is a person who is hired to prepare and write speeches that will be delivered by another person. Speechwriters are employed by many senior-level elected officials and executives in the government and private sectors. They can also be employed to write for weddings and other social occasions.--Wikipedia 英語版 2021.1.11最終編集版

スピーチライターとは、他の人が演説するスピーチを準備して書くために雇われる人。スピーチライターは、政府や民間企業の多くの上級職や幹部に採用されている。また、結婚式やその他の社交の場でのスピーチを書くために雇われることもある。--上記日本語訳

日本よりもはるかに職業人としてのスピーチライターが多い英語圏のWikipediaにおいて、トレーナー的なスキルが同職の要件との記述は認められない。

さらに、辞書・辞典コンテンツのキュレーションサイトであるジャパンナレッジで「スピーチライター」と全文検索した結果表示される同項目には、以下のように表示されている。

政治家や名士の演説原稿を代筆する人．演説草稿者--imidas

政治家などの演説の草稿を執筆する人。--デジタル大辞泉

報酬を得て他人の演説原稿を書く人--小学館 ランダムハウス英和大辞典

演説草稿製作者。--現代用語の基礎知識

演説原稿作者--プログレッシブ英和中辞典

上記、５つの公式な出版物のいずれにおいても、「話し方を教えるトレーナー的なスキルが同職の要件である」と言及されている事例は皆無であることが確認できる。

「本書は、スピーチライターをテーマにした連続ドラマ『学校のカイダン』（日本テレビ系列）の企画が持ち上がったことから急遽企画したものです」『スピーチライター　言葉で世界を変える仕事（蔭山洋介 著）』
蔭山洋介は、上の著書において何も見ずに語り掛けるパブリックスピーチの効用についてPRしている。さらに、ドラマの監修においてもパブリックスピーチのテクニックとスピーチライターの職業的な存在意義を結びつけるような印象操作を繰り返している。しかし、これは話し方を指導するスピーチトレーナーの職務領域の次元の話であり、本来的な意味でのスピーチライターの仕事とは関係はない。
蔭山洋介は「自らの立場」での「都合」で「企画」したことと、「現実」との乖離についての説明を社会に対して行うべきであるという意見も存在する。さらに同氏はSNS上において、「自分は原稿を書いていない」などといったコメントを残している。そしてメディアの取材においても、同様の主張を展開している。もはや活動の軸足を本来的な意味でのスピーチライターに置いていないのであれば、同職を名乗る必然性すら存在しないとの指摘もある。